# داویده فراتینی
داویده فراتینی (ایتالیایی: Davide Frattini؛ زادهٔ ۶ اوت ۱۹۷۸) دوچرخه‌سوار اهل ایتالیا است.